# Norma Aleandro
Norma Aleandro Robledo (født 2. maj 1936) er en argentinsk skuespiller, sceneinstruktør og forfatter. Anerkendt som et lokalt filmikon. Betragtes som en af de bedste og mest berømte argentinske skuespillere.
Aleandro medvirkede i den Oscar-vindende film La historia oficial fra 1985, en rolle, der indbragte hende Cannes Award for bedste skuespillerinde. Hun har også udført i andre succesfulde film som La tregua (1974), Utroskab (1989), Sol de otoño (1996), El faro (1998), El hijo de la novia (2001) og Cama Adentro (2005). For hendes præstation som Florencia Sánchez Morales i  filmen Gaby: A True Story fra 1987, modtog hun en Golden Globe-nominering og en Oscar-nominering for bedste kvindelige birolle.
Aleandro har skrevet filmen Os Herdeiros fra 1970 og har udført i forskellige skuespil som f.eks. August: Osage County. Aleandro viste sig for nylig i den argentinske filmatisering af BeTipul, den kritiske succes En terapia.